# Matthias Hopke

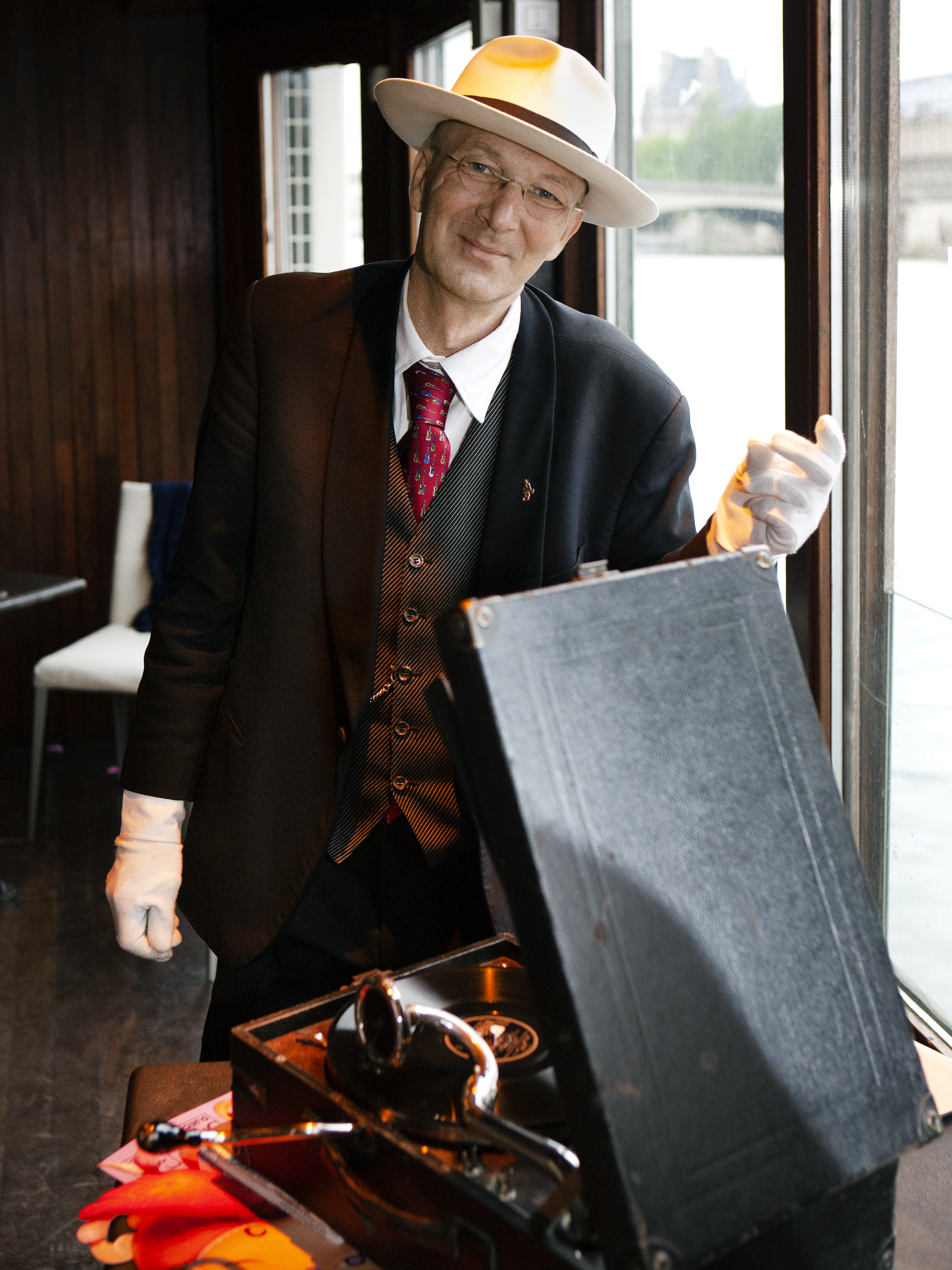
Matthias Hopke, 2011 in Paris

Matthias Hopke (geboren 22. Juni 1957 in Berlin; gestorben 2. April 2021) war ein Redakteur des DDR-Rundfunks. Er war Initiator und Moderator der Heavy-Metal-Sendung Tendenz Hard bis Heavy auf DT64, dem Jugendradio der DDR.

## Leben
Matthias Hopke wuchs mit seinen zwei Brüdern am Prenzlauer Berg in Ost-Berlin auf. Nach dem Abitur wurde er Elektriker, nach einer Zusatzausbildung Tontechniker. Damit kam Hopke zum DDR-Rundfunk in der Nalepastraße. Mitte der 1980er-Jahre nahm er dort ein fiktives Gespräch zwischen den Beatles-Mitgliedern John, Paul, George und Ringo auf. Ein DT64-Redakteur fand das so überzeugend, dass er Hopke als Redakteur einstellte. Nach einer Sprecherschulung bekam er seinen ersten Auftritt als Moderator in der Sendereihe Duett – Musik für den Rekorder. Die zweite Sendung lief 1987 unter dem Titel Tendenz Hard bis Heavy und machte Hopke über die ganze DDR berühmt. Obwohl er sich selbst nicht aus ausgewiesenen Metal-Fan sah und die melodiösere Rockmusik bevorzugte, bediente er mit der Musikauswahl einen nicht unerheblichen Teil der DDR-Rockfans, die wegen ihrer schwarzen Lederjacken, des Metallschmucks und der langen Haare von der SED-Führung nicht gut gelitten waren. Hopke trug kurzes Haar und oft einen weißen Hut.
Nach der Friedlichen Revolution wurde der DDR-Rundfunk abgewickelt. Matthias Hopke verlor seine Festanstellung. Er bewarb sich beim MDR, wo er mit Tendenz Hard bis Heavy bis 1992 moderierte. Anschließend ging er kurze Zeit zu dem Privatsender Energy Sachsen. Matthias Hopke starb am 2. April 2021 in seiner Wohnung.